# Tremplin de Beuil
Ne doit pas être confondu avec Tremplin des Launes.
Le tremplin de Beuil est un tremplin de saut à ski de France, situé à Beuil, dans les Alpes-Maritimes. Construit en 1930, il est désormais à l'abandon.